# Nevado Tres Cruces
Nevado Tres Cruces to góra w Andach. Ma dwa główne szczyty: Tres Cruces Sur - 6749 m i Tres Cruces Central - 6629 m oraz trzeci mniejszy szczyt, Tres Cruces Norte - 6030 m. Wszystkie trzy wierzchołki znajdują się na terenie Chile, zaś najwyższy z nich (Tres Cruces Sur) leży bezpośrednio na granicy argentyńsko-chilijskiej. Trasa wejściowa znajduje się po stronie chilijskiej, ponieważ od strony argentyńskiej góra jest niedostępna. Oba główne wierzchołki zostały zdobyte po raz pierwszy przez Polaków, uczestników drugiej polskiej wyprawy w Andy. 24 lutego 1937 roku na Tres Cruces Central weszli wspólnie Stefan Osiecki z Witoldem Paryskim. Dwa dni później, południowy szczyt zdobył samotnie Witold Henryk Paryski.
Od masywu wziął nazwę Park Narodowy Nevado Tres Cruces w Chile.